# The Nation (Tailandia)
The Nation es un periódico diario de gran formato escrito en inglés y que se publica en Bangkok (Tailandia). Es propiedad de Nation Multimedia Group y miembro de Asia News Network.
Fue fundado por periodistas en 1971 con el nombre de The Voice of the Nation. El diario cambió sustancialmente en 1991, cuando se integraron varios periodistas procedentes del The Bangkok Post. Ambos periódicos son similares en la cobertura de las noticias internacionales. The Nation tiende a ser algo más crítico con el gobierno en sus editoriales, emplea más periodistas tailandeses y se ocupa de los asuntos internos desde un punto de vista más local.
Después de salir elegido primer ministro del país Thaksin Shinawatra en 2001, muchas compañías asociadas a él cesaron sus anuncios en el diario, posiblemente como forma de presión para permitir un trato más favorable a Thaksin. The Nation no cambió en su línea editorial sino que, al contrario, informó sobre los recortes publicitarios.
Los diarios en Tailandia están sujetos a cierto nivel de censura y requieren para poder ser editados una autorización gubernamental. No obstante los diarios en inglés, como este, The Bangkok Post y ThaiDay parecen gozar de mayor libertad en sus contenidos.
- Datos: Q2305581